# Goran Lovré
Goran Lovré (in serbo Горан Ловре?; Zagabria, 23 marzo 1982) è un ex calciatore serbo, di ruolo centrocampista.

## Carriera

### Club
Di discendenza belga, cresce dapprima nel Partizan, e poi nell'R.S.C. Anderlecht, con cui debutta in prima squadra nella stagione 2002-2003, e con cui vince due campionati belgi.
Nel maggio del 2006 si trasferisce nei Paesi Bassi, al Groningen.
Dopo aver passato una stagione nel Barnsley, sigla un contratto di due anni con il Partizan Belgrado .

### Nazionale
Ha partecipato, nel 2004, ai Campionati Europei Under-21 2004, con la Nazionale di calcio della Serbia e Montenegro Under-21, arrivando in finale, ma perdendo contro l'Italia. Ha fatto parte della spedizione serbo-montenegrina all'Olimpiade di Atene 2004.

## Palmarès

### Club

#### Competizioni nazionali
- Campionato belga: 2

Anderlecht: 2003-2004, 2005-2006